# Jerzy Jagiełło (porucznik)
Jerzy Jagiełło ps. „Florian” (ur. 21 maja 1923 we Włodawie, zm. 14 sierpnia 1944 w Warszawie) – porucznik Wojska Polskiego, harcmistrz, uczestnik powstania warszawskiego.

## Życiorys
Był synem porucznika Kazimierza Wita Jagiełły, uczestnika wojny polsko-bolszewickiej, więźnia obozu hitlerowskiego pod Łodzią i Janiny z Gogólskich. Dzieciństwo spędził z matką we Lwowie. Do Warszawy trafił po wybuchu II wojny światowej.
We Włodawie był zastępowym w hufcu harcerskim. Podczas okupacji hitlerowskiej działał w konspiracji, należał do PET-u. Uczestniczył w akcjach:
- Akcja Sieczychy (d-ca grupy atakującej strażnicę z prawej strony)
- Akcja Wilanów (grupa „streifa”)
- akcja pod Tryńczą (d-ca akcji; wysadzenie mostu kolejowego na Wisłoku)
- akcja na trasie Tłuszcz–Urle (obserwator)

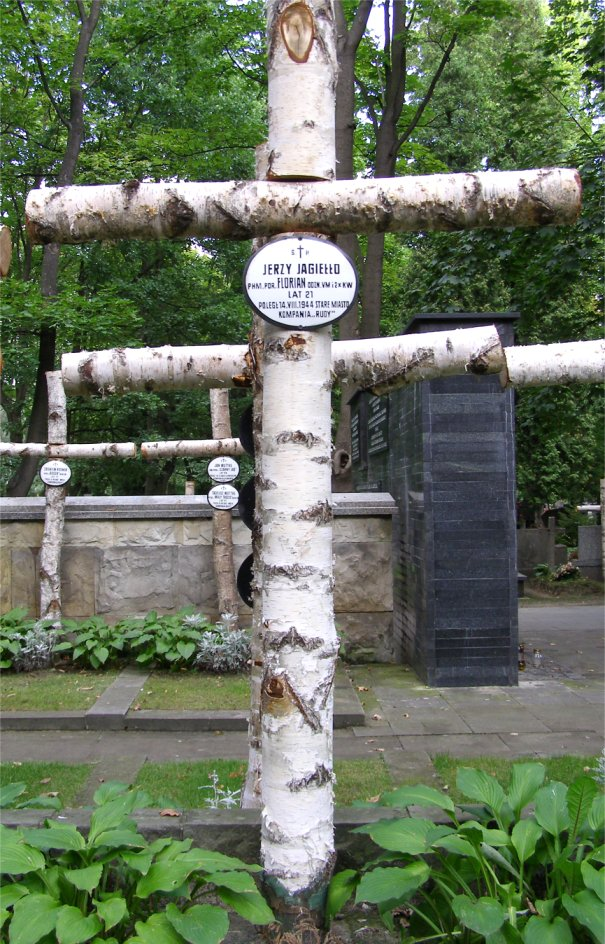
Grób Jerzego Jagiełły na Cmentarzu Wojskowym na Powązkach w Warszawie

Podczas powstania warszawskiego był zastępcą Andrzeja Romockiego, dowódcy 2. kompanii „Rudy” batalionu AK „Zośka”. Zginął 14 sierpnia w obronie Starego Miasta, w rejonie ul. Przebieg. Odznaczony Orderem Virtuti Militari i dwukrotnie Krzyżem Walecznych.
Pochowany na Cmentarzu Wojskowym na Powązkach w Warszawie, w kwaterach żołnierzy i sanitariuszek dowódcy batalionu „Zośka” (kwatera A20-4-23).